# Jean Lécuyer
Ne doit pas être confondu avec Jean Lecuyer.
Pour les articles homonymes, voir Lécuyer.
Jean Lécuyer, né le 20 avril 1876 à Boulogne-sur-Mer et mort à une date inconnue, est un athlète français.

## Carrière
Jean Lécuyer est sacré champion de France du 110 mètres haies en 1897, en 1900 et en 1901.
Il termine quatrième de la finale du 110 mètres haies aux Jeux olympiques de 1900.